# Paopi
Paopi, ook bekend als Baba is de tweede maand van de Koptische kalender. Het valt tussen 11 oktober en 10 november van de gregoriaanse kalender. De maand Paopi is ook de tweede maand van het seizoen van 'Akhet' (Inundatie) in het oude Egypte, wanneer de Nijl het land van Egypte bedekt. De naam van de maand Paopi komt van Hapy, de oude Egyptische god van de Nijl.